# Ângela Kaxuyana
Ângela Amanakwa Kaxuyana (Aldeia Tiriyó, Tumucumaque, Pará, c. 1984), também conhecida como Ângela Kahyana é uma liderança indígena do povo kaxuyana, residente na Terra Indígena Kaxuyana-Tunayana. Administradora e pós-graduada em gestão e auditoria ambiental, Ângela Kaxuyana é ativista indígena desde o começo de sua vida adulta, tendo sido coordenadora da Coordenação das Organizações Indígenas da Amazônia Brasileira e representante da Articulação dos Povos Indígenas do Brasil.

## Nome
A partir da ação missionária, houve uma proibição aos cartórios registrarem crianças com seus nomes indígenas (Amanakwa). Por esse motivo, ao nascer, foi necessário registrá-la com um nome não-indígena à frente (Ângela).

## Primeiros anos
Ângela Kaxuyana nasceu no Parque Tumucumaque, filha de uma mãe solteira. Os kaxuyanas foram removidos nos anos 1960 para o Parque Nacional Montanhas do Tumucumaque, que já era habitado por outras etnias, mas suas lideranças buscaram ativamente o retorno à sua terra original. Por consequência, Ângela sempre teve consciência da importância de manter sua identidade:
| “                | Minha infância e juventude foram totalmente aguerridas, no sentido de você sempre resistir dentro do território indígena, de você sempre manter a sua essência enquanto Yana. | ” |
| — Ângela Kahyana | |   |

Ela cita como importante referência em sua formação política e social seu professor de escola, Juventino Kuxayana. Segundo Ângela, entre os karib de sua região, ela é uma exceção, uma das poucas mulheres que fala português.
Como todas as meninas de sua aldeia, após o dia de sua primeira menstruação, Ângela Kaxuyana passou por um rito de passagem, quando teve a cabeça raspada, o corpo riscado e manteve um regime alimentar de peixe sem tempero e sem sal, permanecendo sem contato com a sociedade por três meses. Durante esse período, ela foi preparada para ser mulher em sua sociedade, estudando tecelagem, artesanato e aprendendo com uma anciã como se portar.
No início da vida adulta, Ângela Kaxuyana se mudou para Belém, onde se formou em Administração, com pós-graduação em Gestão e Auditoria Ambiental. Essa ida à capital se deu "por ter necessidade de informação, preciso me formar e informar", pois as decisões sobre seu povo eram tomadas pelos não-indígenas.

## Terra Indígena Kaxuyana-Tunayana
No final da década de 1990, a mãe e as irmãs de Ângela Kaxuyana, junto com outras pessoas do seu povo, decidiram retornar ao território original. Suas irmãs subiram o rio Kahu, encontraram um local e abriram uma aldeia. Quando buscaram sua avó, ela contou que aquele era o mesmo lugar que teve que abandonar na década de 1960, quando da remoção forçada.
Em 2003, ainda na faculdade, ela recebeu a notícia de que os kahyanas, os kaxuyanas e os tunayanas haviam resolvido pleitear junto à FUNAI o reconhecimento da Terra Indígena Kaxuyana-Tunayana. Nesta época, Ângela, que já integrava a Associação Indígena Kaxuyana, Kahyana e Tunayana (AIKATUK), reuniu-se com outras lideranças estaduais e ajudou a fundar a Federação dos Povos Indígenas do Pará (FEPIPA). Para Ângela, a importância da terra "é ter um local respeitado para que você possa viver socialmente e espiritualmente. Sem a terra, o indígena não vive."
Após identificar e delimitar o território, a FUNAI remeteu o processo em 2015 ao Ministério da Justiça. Nessa etapa, Ângela considerou o reconhecimento importante, ainda que não representasse reparação pelo que seu povo havia passado. Em setembro de 2018 o Ministério da Justiça publicou portaria de declaração da terra Kaxuyana-Tunayana. Segundo Ângela, "Isso nos fortalece para que a gente continue na área que era dos nossos ancestrais, dos nossos avós". Em maio de 2023, ela participou de uma reunião com a diretora de Proteção Territorial da FUNAI, Maria Janete Albuquerque, reivindicando a homologação da terra indígena.

## FUNAI
Em março de 2017, Ângela Kaxuyana foi nomeada para o Conselho da Política de Proteção e Promoção dos Direitos dos Povos Indígenas Isolados e de Recente Contato, órgão da FUNAI. Nessa função, Ângela denunciou o ataque ao povo "flecheiro" do Vale do Javari, Korubos e Warikama Djapar, e condenou a fragilização da Fundação no governo Michel Temer, com as indicações articuladas pelo senador Romero Jucá (PMDB-RR).

## Coiab e APIB

### Atuação dentro da Coordenação das Organizações Indígenas da Amazônia Brasileira
Em 2016, Ângela Kaxuyana participou do II Encontro de Mulheres Indígenas do Amapá e Norte do Pará, realizado de 18 a 20 de outubro em Macapá. Na ocasião, Ângela destacou a Lei Maria da Penha com tema recorrente nas discussões das indígenas, em particular como ela poderia ser aplicada em consonância com as leis das comunidades locais. No ano seguinte, Ângela foi eleita coordenadora-tesoureira da Coordenação das Organizações Indígenas da Amazônia Brasileira (Coiab), na gestão de Nara Baré, com mandato até novembro de 2021.
Em abril de 2018, como representante da Articulação dos Povos Indígenas do Brasil (APIB), Ângela Kaxuyana participou de audiência pública da Comissão de Direitos Humanos e Minorias, ocasião em que diversas lideranças indígenas relataram a demora na demarcação de terras em vários estados, além de conflitos e a ameaças a várias etnias.

### Jornada "Sangue indígena: nenhuma gota a mais"
Entre outubro e novembro de 2019, Ângela Kaxuyana participou da comitiva da APIB liderada por Sônia Guajajara chamada de "Sangue indígena: nenhuma gota a mais". Buscando apoio internacional de políticos e empresários para defender os direitos humanos e ambientais, a jornada percorreu 18 cidades em 12 países da Europa. Ângela ressaltou a preocupação com as consequências do acordo de livre comércio UE-Mercosul, em especial a exploração de metais como o ouro que ocasiona aumento na invasão das terras indígenas.

### Gabinete de crise de proteção aos indígenas isolados durante a pandemia de Covid-19
Em julho de 2020, Ângela Kaxuyana, representando a APIB, participou de um gabinete de crise criado por ordem do Ministro do STF Luís Roberto Barroso, após ADPF ingressada pela APIB e por seis partidos políticos. O objetivo da reunião, coordenada pelo Ministro do Gabinete de Segurança Institucional, general Augusto Heleno, seria discutir uma forma do governo brasileiro oferecer proteção aos indígenas isolados contra a pandemia de Covid-19. Contudo, a videoconferência foi considerada "um fiasco", prejudicada por diversos problemas técnicos, como a captação do áudio das mais de 50 pessoas presentes e a queda recorrente de conexão. No momento destinado à sua fala, Ângela Kaxuyana teve seu microfone bloqueado pelo anfitrião da sala, um mediador representante do governo.

### Protocolo de consulta e consentimento prévio dos povos indígenas do território Wayamu
Desde o início de 2018, Ângela Kaxuyana participou de uma série de encontros e discussões com o intuito de estabelecer um protocolo de consulta e consentimento prévio dos povos indígenas do território Wayamu, composto pelas terras indígenas Nhamundá-Mapuera, Trombetas-Mapuera e Kaxuyana-Tunayana, nos estados do Pará, Roraima e Amazonas. De acordo com Denise Fajardo, antropóloga do Instituto Iepé, o protocolo tem força obrigatória em virtude da Convenção 169 da Organização Internacional do Trabalho. Publicado em 2020, o documento representou a consolidação do diálogo e da decisão coletiva na formação da identidade dos povos abrangidos no território, com Ângela destacando que o protocolo "materializa nossas vontades que sempre existiram, mostra nossa autonomia e o desejo de viver no território que defendemos".

### Campanha Isolados ou Dizimados
Em agosto de 2021, a Coiab, em conjunto com o Observatório dos Direitos Humanos dos Povos Indígenas Isolados e de Recente Contato (Opi), lançou a campanha #IsoladosOuDizimados, cujo objetivo principal foi pressionar a FUNAI para que renovasse as portarias que protegiam quatro terras indígenas com a presença de isolados: Jacareúba-Katawixi (Amazonas), Piripkura (Mato Grosso), Pirititi (Roraima) e Ituna-Itatá (Pará). Entre 25 de abril e 6 de maio de 2022, Ângela Kaxuyana participou da 21ª sessão do Fórum Permanente das Nações Unidas para as Questões Indígenas. Em nome da Coiab, Ângela contestou as declarações do representante brasileiro, que negava irregularidades nas ações do governo, afirmando que havia arcabouço jurídico que permitia a exploração de água e minerais.
A ADPF 991, ingressada pela APIB, foi acolhida pelo ministro Edson Fachin em julho de 2022, estabelecendo que "o governo federal atuou intensamente para desfazer as proteções das terras dos povos isolados", ao passo que "a Funai não atuou para a devida proteção dos povos isolados, por meio de instrumento que defenda suas terras de invasores, dentre os quais madeireiros ilegais, garimpeiros e narcotraficantes, expondo a vida dessa população ao indevido e inconsequente contato com a sociedade envolvente, colocando em risco a sobrevivência desses grupos vulneráveis".
Apesar de considerar a decisão importante, Ângela Kaxuyana permaneceu cética quanto a seus efeitos, pois a FUNAI sistematicamente desrespeitou recomendações e decisões judiciais durante o governo Jair Bolsonaro. Com a mudança de governo, a campanha foi encerrada em junho de 2023, após a renovação da restrição de uso por ato da presidente da FUNAI Joênia Wapichana.

### 18º Acampamento Terra Livre
Durante o 18º Acampamento Terra Livre, Ângela Kaxuyana mediou a mesa "Pelas vidas dos povos indígenas isolados e de contato recente", realizada em 7 de abril de 2022, com participação de Tambura Amondawa, Adriano Karipuna, Junio Yanomami (Roraima), Ronilson Guajajara (Maranhão), Beto Marubo (Univaja), Lindomar Terena, Paulo Tupiniquim, Alfredo Marubo, Gilson Mayoruna e Luis Ventura (Conselho Indigenista Missionário). Citando exemplos de como, durante o governo Bolsonaro, a FUNAI não agiu para impedir a ação de garimpeiros nas terras indígenas, Ângela Kaxuyana ressaltou que a Coiab não está sozinha e que "o Nordeste e a Apoinme estão junto com a Amazônia".

## Outras atividades
Em 2014, Ângela Kaxuyana atuava como consultora do estado do Pará sobre o etnozoneamento da Terra Indígena Alto Rio Guamá. Em 2021, Ângela Kaxuyana foi indicada para compor o Conselho Fiscal do Podáali, o Fundo Indígena da Amazônia Brasileira, com mandato até 2025.

## Vida pessoal
Em 2014, Ângela Kuxayana morava em Ananindeua e tinha uma filha de 4 anos.